# Raimo Pullat

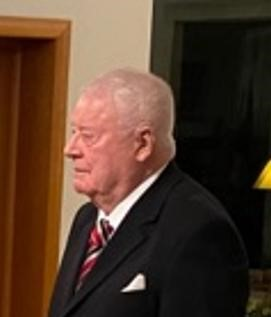
Raimo Pullat

Raimo Pullat (* 3. April 1935 in Tallinn) ist ein estnischer Historiker.

## Leben und Werk
Pullat machte 1953 in Rakvere Abitur und studierte anschließend an der Universität Tartu Geschichtswissenschaft. Dort machte er 1958 seinen Abschluss und studierte danach im Fernstudium zwei Jahre Kunstgeschichte. 1964 erlangte er den Titel Kandidat der Wissenschaften am Historischen Institut der Akademie der Wissenschaften in Tallinn mit einer Arbeit über die Sozialstruktur der Tallinner Bevölkerung zwischen 1870 und 1917. Mit einer Dissertation über die estnische Stadtbevölkerung vom Ende des 18. Jahrhunderts bis 1940 wurde er 1972 am selben Institut Doktor der Geschichtswissenschaft. Eine weitere Promotion zum Dr. phil. erfolgte 1998 an der Universität Oulu, wiederum mit einer Arbeit zur Stadtbevölkerung Estlands im 18. Jahrhundert.
Raimo Pullat erhielt 1979 eine Professur in Tartu, seit 2000 war er Professor in Tallinn. Er hat sich in zahlreichen Untersuchungen mit der Bevölkerungsentwicklung seines Heimatlandes verfasst und grundlegende Arbeiten zur Tallinner Stadtgeschichte vorgelegt. Darüber hinaus hat er sich auch mit der weiteren Region befasst und Studien zur nord- und osteuropäischen Geschichte vorgelegt, beispielsweise zu den Beziehungen zwischen Estland und Polen, zur Schmuggelgeschichte zwischen Estland und Finnland und zu den Esten in Sankt Petersburg.

## Auszeichnungen
- 2001 Wissenschaftspreis der Baltischen Versammlung
- 2005 Orden des weißen Sterns (IV. Klasse)
- 2005 Ehrendoktor der Katholischen Universität Lublin

## Schriften (Auswahl)
- Tallinna ajalugu. XIX sajandi 60-ndate aastate algusest 1965. Eesti Raamat, Tallinn 1969. 471 S.
- Tallinna ajalugu. 1860-ndate aastateni. Eesti Raamat, Tallinn 1976. 429 S.
- Salapiirituse vedu Eestist Soome 1919–1939. Saareke, Tallinn 1993. 125 S.
- Die Stadtbevölkerung Estlands im 18. Jahrhundert. Philipp von Zabern, Mainz 1997. 299 S. (Veröffentlichungen des Intitituts für europäische Geschichte Mainz; Abteilung Universalgeschichte, Beiheft 18)
- Versailles'st Westerplatteni. Eesti ja Poola suhted kahe maailmasõja vahel. Estopol, Tallinn 2001. 311 S.
- Die Geschichte der Stadt Tallinn. Estopol, Tallinn 2003. 190 S.
- Lootuste linn Peterburi ja eesti haritlaskonna kujunemine kuni 1917. Summary: St. Petersburg as the City of Hopes and the Formation of Estonian Intellectual Elite until 1917. Estopol, Tallinn 2004. 502 S.
- Värav tulevikku. Danzigi Tehnikaülikool Eesti tehnikaharitlaskonna kujunemisloos 1904–1939. Tallinna Tehnikaülikooli Kirjastus, Tallinn 2015. 153 S.
- Tallinlase asjademaailm valgustussajandil. Estopol, Tallinn 2016. 384 S.
- (gemeinsam mit Tõnis Liibek) Oma Alma mater'it otsimas. Enne teist maailmasõda Euroopa tehnikakõrgkoolidest võrsunud eesti insenerid ja arhitektid. Estopol OÜ, Tallinn 2020. 446 S.
  - Auf der Such nach der eigenen Alma mater. Ingenieure und Architekten aus Estland, die vor dem Zweiten Weltkrieg an Technischen Universitäten Europas studiert haben. KIT Scientific Publishing, Karlsruhe 2022. 505 S.